# Necyria beltiana
Necyria beltiana är en fjärilsart som beskrevs av William Chapman Hewitson 1870. Necyria beltiana ingår i släktet Necyria och familjen Riodinidae. Inga underarter finns listade i Catalogue of Life.